# Сазерленд, Уильям, 17-й граф Сазерленд
Уильям Сазерленд, 17-й граф Сазерленд, ранее носивший имя Уильям Гордон, 17-й граф Сазерленд (2 октября 1708 — 7 декабря 1750) — шотландский аристократ и политик, который заседал в Палате общин с 1727 по 1733 год, когда он унаследовал титул пэра в качестве графа Сазерленда. Он был вождем клана Сазерленд, шотландского клана Шотландского нагорья.

## Ранняя жизнь
Родился 2 октября 1708 года. Уильям Сазерленд родился как Уильям Гордон. Он был вторым сыном Уильяма Гордона, лорда Стратнавера (1683—1720), и его жены Кэтрин Моррисон (? — 1765), дочери Уильяма Моррисона, члена парламента, из Престон-Грейндж, Хаддингтон.
Его отец умер 13 июля 1720 года, а 12 декабря 1720 года после смерти своего старшего брата Джона Сазерленда (1706—1720) Уильям Сазерленд унаследовал титул учтивости — лорд Стратнавер. Он совершил Гранд-тур по Франции и Ганноверу с 1726 по 1727 год.
На парламентских выборах в Великобритании в 1727 году Сазерленд был выдвинут своим дедом по избирательному округу Сазерленд в возрасте 18 лет. Существовало постановление о том, что старшие сыновья пэров Шотландии не должны заседать в Палате общин, и его дед выразил надежду герцогу Аргайллу, что на это не будут ссылаться, потому что Сазерленд был внуком, а не сыном. Его без труда избрали в Палату общин от Сазерленда (1727—1733). В 1730 году он потребовал выкуп за оружие, сданное британскому правительству, в соответствии с Законом о разоружении Нагорья, но его заявление было отложено, потому что некоторые из его квитанций за оружие показались очень подозрительными. Он голосовал вместе с администрацией за гессенских наёмниках в 1730 году и за законопроект об акцизах в 1733 году.
Когда он сменил своего деда Джона Гордона, 16-го графа Сазерленда как 17-й граф Сазерленд 27 июня 1733 года, говорили, что он заключил сделку с Уолполом и Илаем, согласно которой он будет голосовать за список пэров-представителей суда при условии, что он сам станет одним из них, что произошло в 1734 году. Он также был назначен начальником полиции Шотландии за 800 фунтов стерлингов в год и получил пенсию в размере 1200 фунтов стерлингов в год. Он освободил свое место в Палате общин. В 1744 году он был повышен до первого лорда полиции .
С 1734 по 1747 год в качестве пэра-представителя Шотландии он заседал в Палате лордов Великобритании.

## Восстание якобитов 1745 года
Во время восстания якобитов в 1745 году граф Сазерленд поддержал британо-ганноверское правительство и создал две независимые компании от имени правительства. Однажды якобиты штурмовали дом графа в замке Данробин, но он чудом избежал их через черный ход и отплыл, чтобы присоединиться к английской армии под командованием принца Уильяма, герцога Камберлендского. За день до битвы при Каллодене шотландские ополченцы, которые были подняты из клана Сазерленд графом Сазерлендом, приняли участие в битве при Литтлферри в поддержку правительства, где якобиты потерпели поражение . Он также присутствовал в битве при Каллодене, где якобиты были окончательно разбиты. Несмотря на это, некоторые люди в британском правительстве были недовольны силой поддержки графа, и он изо всех сил пытался доказать лондонскому парламенту, что у него нет якобитских симпатий.

## Поздняя жизнь
Сазерленд вступил в партию Фредерика, принца Уэльского, и в результате потерял свой полицейский пост в 1747 году. Он написал герцогу Ньюкаслу 30 июля 1747 года, жалуясь на потерю своего поста и требуя компенсации за свои расходы во время восстания якобитов. Он прождал при дворе два года, оставив свою мать отвечать за управление его поместьями в Шотландии, а затем решил уехать за границу.
Граф Сазерленд умер в Монтобане во Франции 7 декабря 1750 года в возрасте 42 лет, оставив долги в размере 15 797 фунтов стерлингов, и был похоронен в могиле своего прадеда Гордона, 15-го графа, в аббатстве Холируд в Эдинбурге.

## Семья
Граф Сазерленд женился на Элизабет Уэмисс (умерла 20 февраля 1747), дочери Дэвида Уэмисса, 3-го графа Уэмисса, по контракту от 17 апреля 1734 года. У них родились следующие дети:
- Уильям Сазерленд, 18-й граф Сазерленд (28 мая 1735 — 16 июня 1766), преемник отца. Женат с 1761 года на Мэри Максвелл (? — 1766), дочери Уильяма Максвелла из Престона
- Элизабет Гордон (? — 24 января 1803), муж с 1757 года достопочтенный Джеймс Уэмисс из Уэмисса (1726—1786), сын Джеймса Уэмисса, 5-го графа Уэмисса.